# Râul Minezel
Râul Minezel este un afluent al râului Sebiș.

## Hărți
- Harta interactivă județul Arad
- Harta Munților Codru-Moma  Arhivat în 9 iunie 2008, la Wayback Machine.